# Tischeria ceanothi
Tischeria ceanothi là một loài bướm đêm thuộc họ Tischeriidae. Nó được tìm thấy ở California và Nevada.
Ấu trùng ăn Ceanothus crassifolius, Ceanothus divaricatus, Ceanothus integerrimus, Ceanothus thyrsiflorus và Ceanothus velutinus. Chúng ăn lá nơi chúng làm tổ.